# Guan Weizhen
Guan Weizhen (en chino: 关渭贞; Cantón, 3 de junio de 1964) es una deportista china que compitió en bádminton, en la modalidad de dobles.
Participó en los Juegos Olímpicos de Barcelona 1992, obteniendo una medalla de plata en la prueba de dobles (junto con Nong Qunhua). Ganó tres medallas de oro en el Campeonato Mundial de Bádminton entre los años 1987 y 1991.

## Palmarés internacional
| Juegos Olímpicos   | Juegos Olímpicos       | Juegos Olímpicos | Juegos Olímpicos |
| Año                | Lugar                  | Medalla          | Prueba           |
| ------------------ | ---------------------- | ---------------- | ---------------- |
| 1992               | Barcelona (España)     | Medalla de plata | Dobles           |
| Campeonato Mundial |                        |                  |                  |
| Año                | Lugar                  | Medalla          | Prueba           |
| 1987               | Pekín (China)          | Medalla de oro   | Dobles           |
| 1989               | Yakarta (Indonesia)    | Medalla de oro   | Dobles           |
| 1991               | Copenhague (Dinamarca) | Medalla de oro   | Dobles           |